# طلاق رجعی
طلاق رِجعی نوعی از موارد انحلال نکاح و یکی از تقسیمات طلاق است که در کنار طلاق بائن قرار می‌گیرد. بنا بر تعریف ماده۱۱۴۳ قانون مدنی طلاق به دو دسته رجعی و بائن تقسیم می‌شود. ماده ۱۱۴۸ قانون مدنی ایران می‌گوید که: «در طلاق رجعی برای شوهر در مدت عده حق رجوع است.» یعنی در زمانی که زن در مدت عده است شوهر می‌تواند رجوع کرده و رابطه زوجیت باقی بماند.
به نظر می‌رسد برای موارد طلاق رجعی باید اصل را بر این طلاق گذاشت و جز مواردی که در قانون مدنی به عنوان طلاق بائن ذکر شده بقیه طلاق‌ها، رجعی است. پس در زمانی که شوهر خود زن را طلاق می‌دهد یا در طلاق خلع و مبارات که زن رجوع به مابذل می‌کند طلاق رجعی خواهد بود.
به جز طلاق از شخص غائب مفقود الاثر طلاقی که به حکم دادگاه باشد طلاق بائن است.

## آثار طلاق رجعی در زمان عده[۳]
- مطابق بند دوم ماده ۸ قانون امور حِسبی مطلقه رجعیه در زمان عده، در حکم زوجه است.
- در زمان عده طلاق رجعی، مرد نمی‌تواند با خواهر همسرش ازدواج کند. همچنین شوهر در زمان عده برای ازدواج مجدد باید از مطلقه رجعیه اجازه بگیرد.
- در صورت فوت یکی از زوجین، طرف مقابل از او ارث می‌برد.
- زن مستحق دریافت نفقه است مگر آنکه طلاق در حالت نشوز واقع شده باشد.
- نزدیکی شوهر در مدت عده به مطلقه رجعیه چنانچه به قصد رجوع باشد رجوع محسوب می‌گردد.
- اگر شوهر فوت کند، مطلقه رجعیه باید عده وفات نگهدارد.
- مطابق قانون حمایت از خانواده مطلقه رجعیه باید تا زمان پایان عده خود در منزل مرد سکونت کند مگر آنکه دو طرف به نحو دیگری توافق کرده باشند.